# Olympique Batna
Maillots
Dernière mise à jour : 18 février 2012.
L'Olympique Batna est un club algérien de basket-ball, basé dans la ville de Batna. Le club évolue en super division, soit l'élite du championnat d'Algérie.

## Histoire
Le club est créé par  Brahim Yezza, Khomri Miloud et Kaouli Chérif en 1972. L'O.B. a commencé son parcours par des compétitions inter-quartier, pour devenir un club concurrent des autres clubs dans le championnat de la wilaya de Batna, et un membre de la ligue régionale de Constantine sous la tutelle de CASOREC de Batna.
En 1977, une reforme sportive faite par le pouvoir public l’intègre au sein du M.B. Batna. Cette reforme lui donne un coup de pouce pour participer au championnat régional est (national 2).  
En 1992, le club passe au MSP Batna, jusqu'en 2004-2005 où le club avec le nom actuel est géré par des anciens basketballeurs, depuis cette année, le club joue et évolue en super division national.